# 岡鬼太郎
岡 鬼太郎（おか おにたろう、明治5年8月1日（1872年9月3日） - 1943年（昭和18年）10月29日）は、日本の劇評家、歌舞伎作家（脚本家）、演出家、著述家。本名嘉太郎（よしたろう）。号は鬼吟（きぎん）。

## 経歴
東京生まれで、父岡嘉知は旧佐賀藩士。東京府尋常中学を経て、慶應義塾大学卒業。1893年に時事新報に入社、1895年報知新聞に移り、鬼太郎の名で厳しい劇評（歌舞伎）を書く。岡本綺堂と親しく、その影響で花柳小説や戯曲も書いた。ほか二六新報などの新聞記者もつとめた。
1908年記者をやめ、永井荷風とともに二代目市川左團次の演劇革新運動に加わる。かたわらで、戯曲の創作、辛口の批評で人気を集め『鬼言冗語』などの歌舞伎関係の批評随筆を多く残した。1912年松竹に入って書いた『今様薩摩歌』は今でも上演される代表作である。また新作落語の創作も多数あり、中でも3代目柳家小さんによって演じられた「意地くらべ」は、古典落語となっている。
1943年10月29日、東京都大森区田園調布の自宅で胃潰瘍のため死去。享年72歳。告別式は自宅で行われた。
実子に洋画家の岡鹿之助、美術史家の岡畏三郎。

## 著書
- 義太夫秘訣（服部書店、1903）
- 軍人の家庭（三島霜川共編、隆文館、1904）
- 昼夜帯（佐久良書房、1906）
- 二筋道 花柳巷談（隆文館、1906）
- 春色輪屋なぎ（文泉堂、1907）
- 三筋の綾 花柳風俗（隆文館 1907）
- もやひかさ（左久良書房、1907）
- 合三味線（辰文館、1912）
- 江戸紫（鈴木書店、1912）
- 花柳演芸紅筆草紙（鈴木書店、1913）
- あつま唄（南人社、1918）
- 世話狂言集（好文社、1921）
- 世話時代狂言集（京文社、1923）
- 鬼太郎脚本集 第1、2巻（京文社、1926）
- 鬼言冗語（岡倉書房、1935）
- 春の雪 ラジオ・ドラマ集（双雅房、1938）
- 岡鬼太郎集（建設社、1943、昭和演劇新書）
- 歌舞伎と文楽（三田文学出版部、1943）
- 歌舞伎眼鏡（新大衆社、1943）
- 柳巷綺談（東京美術、1971）
- 岡鬼太郎花柳文芸名作選（鳳書院、1980）

## 歌舞伎の主な作品
歌舞伎の公式データブック『かぶき手帖 2005年版』（社団法人伝統歌舞伎保存会・松竹株式会社・社団法人日本俳優協会 3団体の共同編集｜2005年3月3日発行）P.90豆知識に、明治以降の作者と主な作品として、以下4作品が紹介されている。
4作品目の『らくだ』は榎本滋民演出版が平成時代になっても好評で、南座・歌舞伎座・大阪松竹座などで再演を重ねており、死体の「駱駝の馬太郎」は四代目片岡亀蔵の当たり役となっている。
- 『尾上伊太八（いだはち）』大正7年/1918年、東京・明治座にて初演。作：岡本綺堂、演出：岡鬼太郎。配役は原田伊太八：二代目市川左團次、尾上(後におさよ)：二代目市川松蔦。
- 『今様薩摩歌（いまよう さつまうた）』大正9年/1920年10月、東京・新富座にて初演。配役は菱川源五兵衛：二代目市川左團次、笹野三五兵衛：二代目市川猿之助(当時)、千草屋娘おまん：二代目市川松蔦。
- 『深与三玉兎横櫛（ふけるよさ つきの よこぐし）』大正11年/1922年、東京・新富座にて初演。配役は与三郎：十三代目守田勘弥、おとみ：三代目坂東秀調。
- 『眠駱駝物語（ねむるが らくだ ものがたり）』通称：らくだ。昭和3年/1928年、東京・本郷座にて初演。配役は手斧目の半次：十三代目守田勘弥、紙屑買久六：初代中村吉右衛門、家主佐兵衛：六代目大谷友右衛門。

## 参考
- 歌舞伎用語案内 > 作者人名録 > 岡鬼太郎 - ［歌舞伎on the web］